# 新都公主 (唐代宗之女)
新都公主（?—?），唐朝公主，是中国唐朝第八代皇帝唐代宗李豫之女。她的生母不详。唐德宗贞元四年（788年）二月初八日，册封为新都长公主。贞元十二年（796年），嫁给魏博节度使田承嗣第三子田华。在光顺门举行册礼，不合《开元礼》，后成惯例，《开元礼》所定公主出嫁五礼被废。